# 메리엄다람쥐
메리엄다람쥐(Neotamias merriami)는 다람쥐과에 속하는 설치류의 일종이다. 미국 캘리포니아주 중부와 남부 지역, 멕시코 바하칼리포르니아주 북부의 아주 좁은 지역에서 발견된다.

## 아종
3종의 아종이 알려져 있다.
- Neotamias merriami merriami
- Neotamias merriami kernensis
- Neotamias merriami pricei